# Barraca de la zona del Mas de la Fam VI
La Barraca de la zona del Mas de la Fam VI és una obra del Pla de Santa Maria (Alt Camp) inclosa a l'Inventari del Patrimoni Arquitectònic de Catalunya.

## Descripció
És una ferma construcció de planta rectangular orientada al SSE. coberta amb pedruscall. A la part posterior esquerra de la barraca hi ha l'accés a un estret passadís que mena a una petita coveta, que de fet és un petit cossiol. Entenem com a cossiol un indrret destinat a abocar-hi productes del camp, en aquest cas podria ser la berema. El passadís, cobert amb lloses fa una llargada de 3'30m. una alçada de 1'15m. i una amplada de 0'60m. La coveta està coberta amb arcades i fa una alçada de 1'10m. fondària 2'60m. i una amplada de 1'40m.
L'interior de la barraca és cobert amb arcades successives, amb una alçada màxima de 2'13m. la seva planta és rectangular i amida: fondària 5'30m. amplada 2'90m.
Al fons de l'estança, hi veurem una menjadora que ocupa tota l'amplada, a la dreta una combinació de fornícula i cocó, i a l'esquerra, una altra fornícula.